# Charles-Louis Verboeckhoven
Pour les articles homonymes, voir Verboeckhoven.
Charles-Louis ou Louis Verboeckhoven, né à Warneton, le 5 mars 1802 et mort à Schaerbeek, le 22 septembre 1889, est un peintre de marine belge de la période romantique. Son champ pictural couvre essentiellement les marines. 
Il est également connu pour son engagement parmi les volontaires de la révolution belge, aux cotés de son frère Eugène, dans le corps franc des chasseurs Chasteler.

## Biographie

### Famille
Charles-Louis Verboeckhoven, né à Warneton le 5 février 1802, est le fils du sculpteur Barthélémy Verboeckhoven (1759-1840) et de Jeanne Thérèse Six (1772-1833), mariés en 1792. Il est le frère cadet du peintre Eugène Verboeckhoven (1798-1881). 
Il épouse en premières noces, à Gand, le 1er juillet 1826, Angélique Monti, née en 1808, dont il a deux fils : Louis-Théodore Verboeckhoven (Gand, 27 février 1827 - 8 avril 1884), également peintre, et Alphonse, né en 1828, employé. Veuf, il se remarie avec Jeanne Pluys, dont il a une fille Mathilde, née en 1857,.

### Formation
Charles-Louis Verboeckhoven reçoit sa formation artistique de son père et de son frère aîné Eugène. En 1815, sa famille déménage à Gand. Il tente, en vain, d'égaler le talent de peintre animalier de son frère aîné, puis s'oriente vers la peinture marine et les vues de ports en Belgique et aux Pays-Bas.

#### Engagement dans la révolution belge
En 1830, l'instar de son frère Eugène, Charles-Louis Verboeckhoven joue un rôle actif dans la révolution belge et participe aux opérations militaires des chasseurs Chasteler, un corps franc de volontaires dont il est l'un des fondateurs. Il prend part aux Quatre Jours de Bruxelles, puis à la campagne d'Anvers et s'illustre lors des combats du château de Caestert, le 19 janvier 1831. 
Il devient ensuite officier artilleur de la section de Bruges, qui coule deux canonnières de la marine royale néerlandaise. Pour ses différents faits d'armes, il est décoré de la croix de fer. Attiré par la franc-maçonnerie, il est membre de la loge bruxelloise Les Amis philanthropes, où il est initié avant 1834.

### Carrière
Établi à Bruxelles avec son père et son frère, il expose pour la première fois au Salon de Bruxelles de 1824 : Une marine avec sa plage et un bâtiment de pêcheur. Trois ans plus tard, il expose deux œuvres au Salon de Bruxelles de 1827, une Mer houleuse et une Mer calme. Artiste reconnu, le gouvernement belge lui commande Une mer calme. Les avant-postes belges en vue de Lillo et de LiefkensHoek en 1845.
Il continue, en dépit de ses fréquents changements de résidence (Gand, Boom, Bruxelles et Schaerbeek), à exposer à plusieurs salons comme les Salons triennaux de Bruxelles, où il reçoit une médaille en vermeil en 1833 et une médaille de bronze en 1836. Sa présence est aussi régulière au Salon de Gand et d'Anvers, aux Salons plus modestes des villes de province et aux plus importantes expositions d'art à l'étranger, comme l'Exposition universelle de 1855 de Paris, où il obtient une médaille d'or et plusieurs Salons de Paris,. 
Ces événements annuels incitent Verboeckhoven à une production intense, presque en série, pour laquelle de nombreux voyages dans les villes côtières néerlandaises, françaises et anglaises fournissent l'inspiration nécessaire. La peinture de Charles-Louis Verboeckhoven lui vaut une reconnaissance internationale, dont témoignent les récompenses qu'il a reçues à Bruxelles, Cambrai, Arras et Lille, et sa nomination en tant que membre de l'Académie royale d'Amsterdam.
Charles-Louis Verboeckhoven meurt, à l'âge de 87 ans, chaussée de Louvain no 385, à Schaerbeek, le 22 septembre 1889.

## Œuvre

### Caractéristiques et style
Lorsque l'artiste commence sa carrière, seuls Frans Balthazar Solvyns (1760-1820), Jan Baptiste Tency et Dominique de Bast sont actifs dans cette spécialité en Belgique. Les premières œuvres de Charles-Louis Verboeckhoven suivent leur tradition, mais progressivement, il adopte un style plus personnel en représentant avec sincérité les modestes motifs qui s'imposent à sa vue sur les plages de son pays : bateaux, pêcheurs séchant leurs voiles, embouchures de fleuves ou le flux et reflux de la mer. En 1836, Louis Alvin estime que le peintre se soutient à la hauteur de sa réputation, que son style a de la vérité et rend bien l'état de la mer du Nord, ajoutant que Verboeckhoven appartient plutôt à l'école hollandaise, simple et tranquille, plutôt qu'à l'école de Théodore Gudin et d'Eugène Isabey, aux effets toujours plus brillants.
Les œuvres de Louis Verboeckhoven demeurent résolument romantiques jusque vers 1842, dans la composition, dans la palette de couleurs sensibles et lumineuses, l'éclairage, le caractère pittoresque et, surtout, la finition lisse et soignée. Cependant, Verboeckhoven traite très rarement des thèmes romantiques par excellence, comme les tempêtes et les scènes de naufrage.  Vers 1842, un changement frappant dans son style se reflète dans des toiles plus lumineuses et réalistes. En raison de leur relative précision topographique, de nombreuses marines postérieures à 1842 ont une grande valeur documentaire. Beaucoup de ces peintures représentent de petits ports le long de l'Escaut, souvent disparus depuis longtemps et oubliés et encore difficiles à identifier.
Dans le tableau Marée montante avec brick anglais, Eugène Verboeckhoven, comme il en a l'habitude avec d'autres artistes, peint les personnages au premier plan.

### Galerie

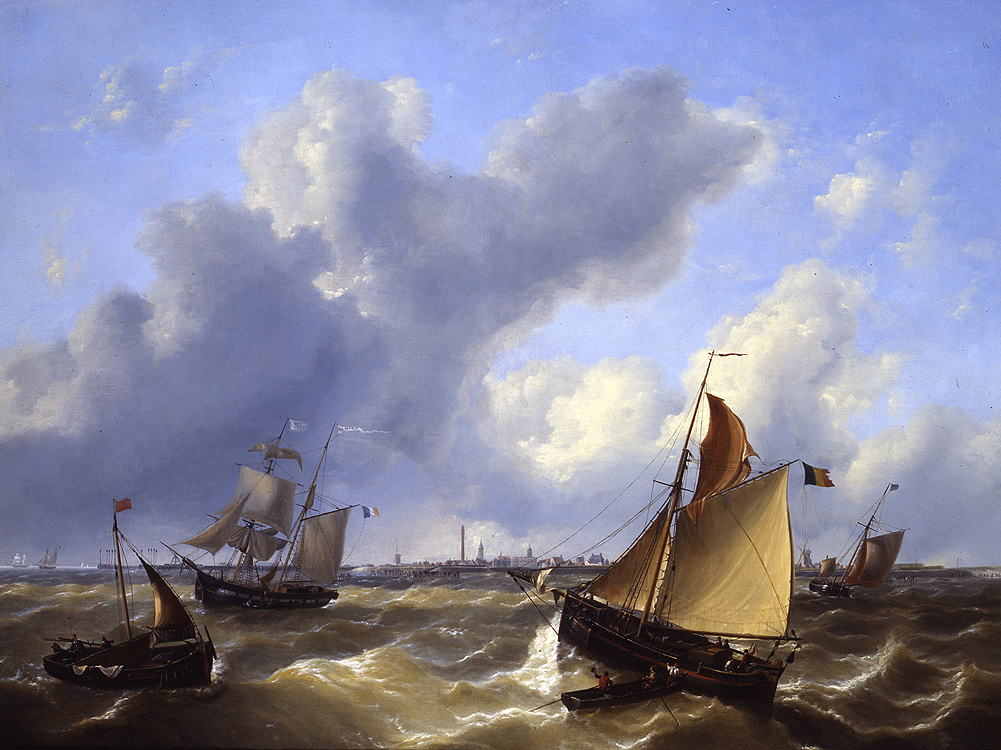
Un jour venteux à Ostende.
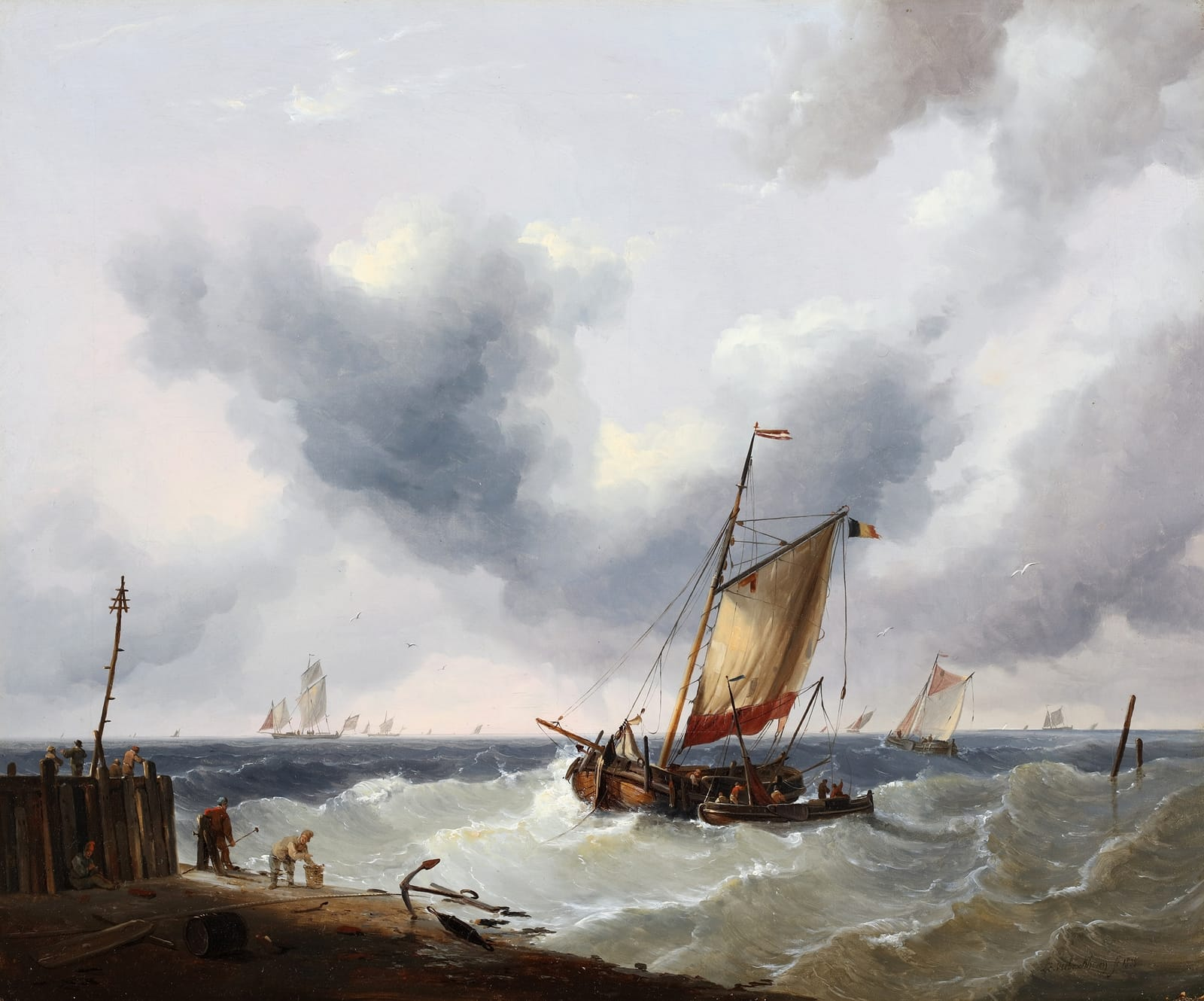
Bateaux près du port (1835), Collection allemande.
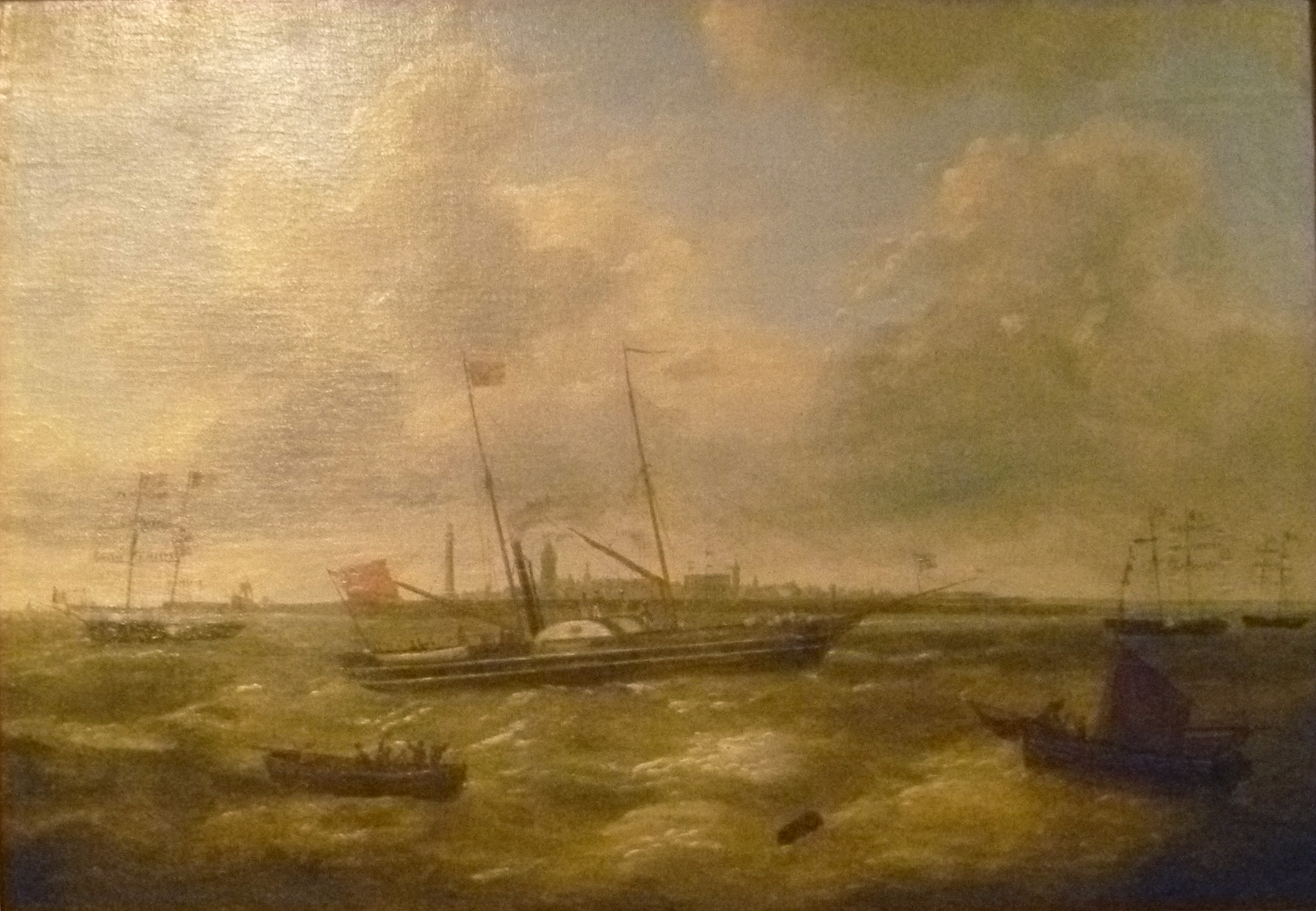
Arrivée du voilier de la reine Victoria à Ostende (1843), Mu.ZEE (Ostende).
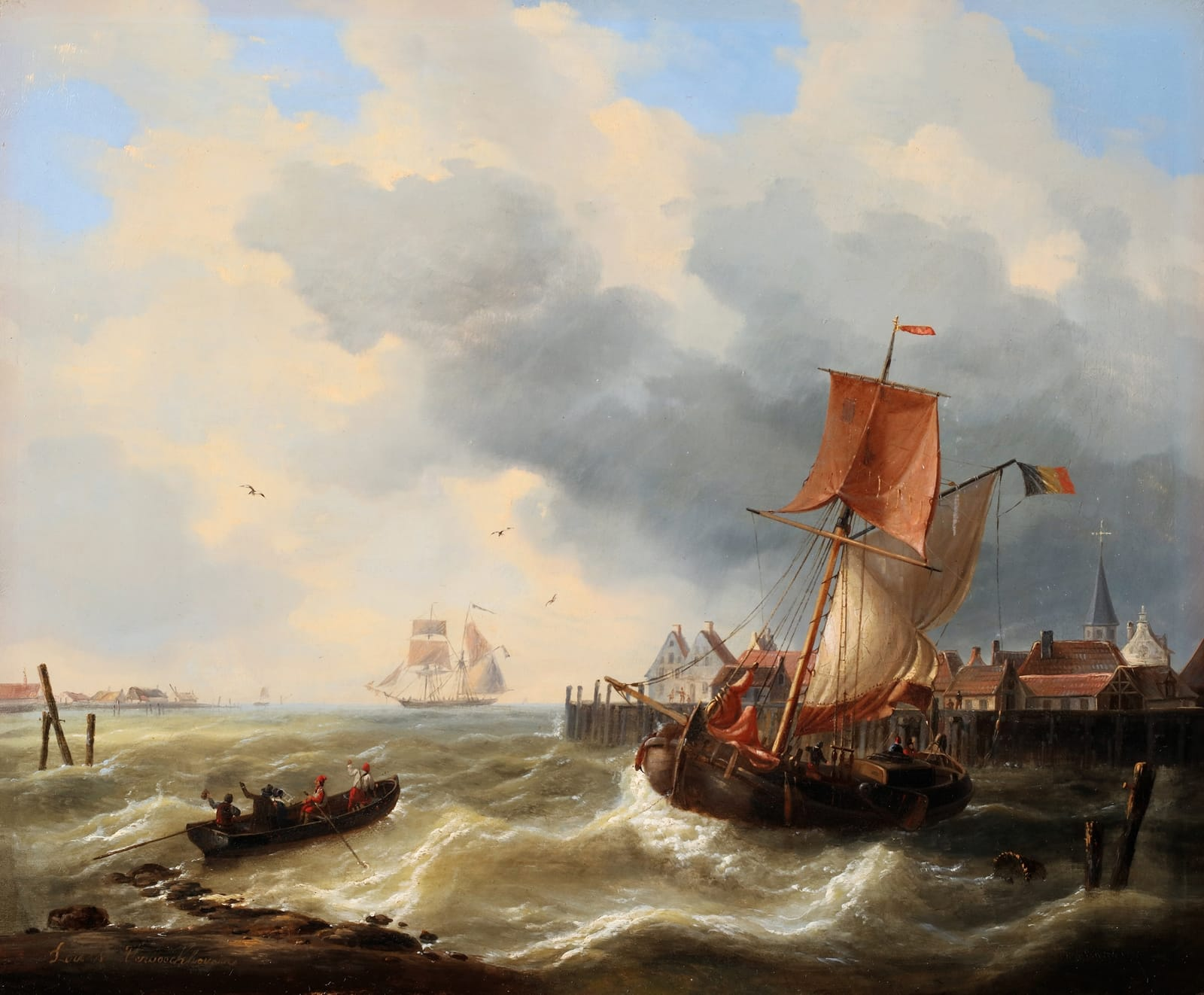
Navires quittant le port.

### Expositions

#### Expositions belges
- Salon de Bruxelles de 1824 : Une marine avec sa plage et un bâtiment de pêcheur[10].
- Salon de Gand (XIII) de 1826 : Un calme de mer, Mer houleuse avec un bateau brabançon à voile, Mer calme avec un sloop à l'ancre et un hingst et Mer houleuse[17].
- Salon de Bruxelles de 1827 : Mer houleuse et Mer calme[11].
- Salon de Gand (XIV) de 1829 : Une mer houleuse. Plusieurs bateaux pêcheurs à la voile[18].
- Salon de Bruxelles de 1830 : deux marines[19].
- Salon de Bruxelles de 1833 : il reçoit une médaille en vermeil pour ses œuvres exposées[13].
- Salon d'Anvers de 1834 : Une mer houleuse : plusieurs bateaux sous voile[20].
- Salon de Bruxelles de 1836 : Marine, mer basse, navire en panne[21].
- Salon d'Anvers de 1837 : Mer montante en vue de Flessingue[22].
- Salon de Gand (XVII) de 1838 : Marine : une goélette brick marchande[23].
- Salon de Bruxelles de 1839 : Marine ; mer agitée, bateau pêcheur à la côte, brick-goélette[24].
- Salon de Bruxelles de 1842 : Une mer calme, Mer légèrement agitée, Mer houleuse et Un calme plat[25].
- Salon d'Anvers de 1843 : Mer houleuse et deux marines[26].
- Salon de Bruxelles de 1845 : Une mer calme. Les avant-postes belges en vue de Lillo et de LiefkensHoek, tableau commandé par le gouvernement belge[12].
- Salon de Bruxelles de 1848 : Marine : bâtiments pêcheurs séchant leurs voiles au mouillage et Marine : marée montante, navires pêcheurs en vue du Fort de Lillo[27].
- Salon de Bruxelles de 1851 : Marine : vue du port d'Anvers[28].
- Salon de Bruxelles de 1857 : Galiote au mouillage, appareillant[29].
- Salon d'Anvers de 1858 : Marine : galiote au mouillage appareillant[30].

#### Expositions aux Pays-Bas
- Exposition des maîtres vivants de 1825, Haarlem : Une scène de plage avec des bateaux[31].
- Exposition des maîtres vivants de 1826, Amsterdam : Paysage de plage avec sloop ancré, Mer pacifique avec barge à voile et autres navires et Mer pacifique avec plusieurs bateaux de pêche et autres[32].
- Exposition des maîtres vivants de 1828, Amsterdam : Mer paisible près de Vlissingen[33].
- Exposition des maîtres vivants de 1841, La Haye : Une mer houleuse avec une goélette[34].
- Exposition des maîtres vivants 1843, La Haye : Une mer houleuse[35].

#### Expositions en France
- Salon de Paris de 1824 : Vue des environs de Scheveningen en Hollande et Vue des environs de Blankenberg[36].
- Salon 1826, Cambrai : Marine et Naufrage.
- Salon de Paris de 1827 : Mer agitée par un vent frais[37].
- Salon 1827, Douai : Mer calme avec sloop au mouillage et yacht. Les pêcheurs arrangent leurs prises sur le rivage et Mer bouclée avec une péniche sous voiles.
- Salon 1828, Cambrai : Mer agitée avec barque de pêche et autres embarcations. Vue dans les environs de Wisch-Capel et Marine.
- Salon 1833, Valenciennes : Marine, Marine. Figures d'Eugène Verboeckhoven.
- Salon de Lille, 1834 : Marine. Des bateaux au mouillage sèchent leurs voiles[38].
- Salon 1836, Cambrai : Légèrement ils se sont déplacés avec un brick goélette à l'ancre séchant les voiles en vue de Vlissingen.
- Salon 1837, Douai : Une mer légèrement agitée par la marée montante. Des pêcheurs séchant leurs voiles sur la plage en vue de Westkapelle.
- Salon 1838, Cambrai : Marine. Soleil couchant.
- Salon 1838, Arras : Une goélette hanovrienne de la marine marchande embarque un pilote à vue de terre. Mer légèrement agitée.
- Salon de Paris de 1840 : Brick américain sur la plage par une marée montante ; soleil couchant [39].
- Salon 1846, Douai : Une marine (1826)[40].
- Salon de Paris de 1855 : Ville de Lillo, près Amsterdam, par un temps calme et Vue du port de Flessingue ; la mer est légèrement agitée[41].

### Collections muséales

#### Belgique
- Musées royaux des Beaux-Arts de Belgique (Bruxelles) : Voilier en mer (1834), huile sur toile, inventaire no 7966, format 24 × 29,5cm, legs de Petronella de Boevé en 1969[42].
- Musées royaux des Beaux-Arts de Belgique (Bruxelles) : Mer calme, huile sur toile, inventaire no 596, format 88 × 115cm, commandé et acquis en 1849 par le gouvernement belge[43].
- Musée royal des Beaux-Arts d'Anvers, Mer houleuse (s.d.), huile sur bois, format 16 × 14cm, inventaire no 1163[44].
- Musée royal des Beaux-Arts d'Anvers, Marée haute (1839), huile sur bois, format 88,3 × 39,7cm, inventaire no 1164[45].

#### Europe
- Rijksmuseum Amsterdam : 5 numéros en rapport avec le peintre : lithographies et correspondance…[46].
- Musée de l'Ermitage, Saint-Pétersbourg : Port la nuit (s.d.), huile sur panneau, format 30,5 × 41cm, inventaire no 8508, acquis en 1946, en provenance d'une collection privée[47].
- Musée des Beaux-Arts de Leipzig.
- Musée de Cambrai : les œuvres de l'époque ont disparu.

### Iconographie
- Portrait à l'huile de Charles-Louis Verboeckhoven par Henri de Coene. Verboeckhoven est représenté en pied devant un décor de mer dans l'uniforme de Jager van Chasteler (Bruxelles, Archives de la Ville).
- Portrait lithographié par Charles Baugniet (1842), conservé au Rijksmuseum Amsterdam[46].

#### Ouvrage
- Patrick Berko et Viviane Berko, Dictionnaire des peintres d'animaux belges et hollandais nés entre 1750 & 1880, Knokke, Berko, coll. « Fine Arts », 1998, 545 p. (ISBN 978-9027452405).

#### Articles
- Jean-Marie Duvosquel, « La demeure familiale et les ateliers du peintre Eugène Verboeckhoven », Cahiers bruxellois, vol. XLIX, no 1,‎ 2017, p. 157-202 (lire en ligne, consulté le 25 octobre 2024).
- Rédaction, « Nécrologie Louis Verboeckhoven », L'Indépendance belge, no 266,‎ 25 septembre 1889, p. 3 (lire en ligne, consulté le 26 octobre 2024).